# Стоян Сталев
 Тази статия е за българския дипломат.  За дядо му революционер вижте Стоян Сталев (революционер).  
Стоян Живков Сталев е български юрист и дипломат.

## Биография
Роден през 1952 г. в София, той е син на юриста Живко Сталев.
Завършва Софийския университет „Климент Охридски“, след което работи като адвокат и в Института по правни науки. Преподава в Софийския университет морско право и международно частно право.
Специализира в Нидерландия и ФРГ.
През 1985 г. става доктор по право с дисертация на тема „Законът на знамето в българското морско международно частно право“, а през 1990 г. се хабилитира като старши научен сътрудник в Правния институт на БАН. Сътрудник на ДС (1988 – 1990).
През 1990 г. става съветник на президента Желю Желев, а от 1991 до 1998 г. е посланик в Германия. През 1997 г. Ерих Шуман, собственик на германската медийна групировка ВАЦ, в интервю заявява, че идеята групировката да инвестира в България е дошла в началото на 90-те години от тогавашния посланик в Германия Стоян Сталев.
От февруари до май 1997 г. е министър на външните работи в служебното правителство на Стефан Софиянски. В интервю през декември 2010 г. по повод агентурното минало на Сталев Стефан Софиянски заявява, че застава зад него.
От 1998 до 2006 г. е посланик в Анкара.
От март 2006 до 2010 г. е изпълнителен директор на Българската агенция за инвестиции.
През лятото на 2006 г. името на Стоян Сталев се спряга в централата на БСП за кандидат-кмет на левицата в София. Номиниран е и приема номинацията. До балотаж на събранието на партията обаче стигат Бриго Аспарухов и Георги Кадиев, но Стоян Сталев отказва да участва в битката за кметското място в София още преди това.
През април 2010 г. при правителството на Бойко Борисов Сталев подава оставка като директор на Българската агенция за инвестиции. Като мотив за оттеглянето си посочва лични причини. През юли 2010 г. Стоян Сталев е избран за член на надзорния съвет на поизводителя на акумулатори „Монбат“.
Член е на Арбитражния съд при БТПП.

## Стоян Сталев, Държавна сигурност и Комисията по досиетата
През февруари 2008 г. Комисията за разкриване на документите и за обявяване на принадлежност на български граждани към Държавна сигурност и разузнавателните служби на Българската народна армия обявява резултатите от проверката за принадлежност към ДС на съставите на Министерския съвет след 10 ноември 1989 г. В списъка е и името на Сталев в качеството му на министър на външните работи в служебния кабинет на Стефан Софиянски през 1997 г. След публикуването на решението Сталев отрича да е давал съгласие за сътрудничество, но потвърждава, че е бил търсен от службите. Не се възползва от правото си на защита по закона за досиетата.
През декември 2010 г. името му за втори път попада в списъците на обявени сътрудници на ДС – този път при проверката на дипломатите в качеството му на посланик в Германия и Турция. През 2011 г. завежда дело във Върховния административен съд срещу второто решение на комисията по досиетата.
В края на декември 2011 г. (преди обявяването на агентите в Светия Синод) Българското юридическо дружество, чийто член е Стоян Сталев, обявява текстовете от закона за досиетата за проверка на религиозните общности за противоконституционни и призовава премиера Бойко Борисов заедно с управляващото мнозинство в парламента да ги отменят.
В същото време 3-членен състав на ВАС възприема тезата на адвокатите на Стоян Сталев и дава на Конституционния съд възможност да обяви за противоконституционен основен текст в закона за досиетата, на чието основание през предходните пет години са обявени публично стотици агенти на ДС с унищожени или прочистени досиета.

## Семейство
Женен, има син и дъщеря. 

## Отличия
Носител е на ордена „Голям кръст за заслуги“ на ФР Германия, 1998 г.
Носител е на италианския орден за заслуги „Звезда на солидарността“, 2011 г.
Почетен гражданин на град Копривщица от 2005 г.